# 红花街道
红花街道位于江苏省南京市秦淮区东南部，面积13平方公里，环绕南京大校场机场，实际管辖面积5.9平方公里。下辖9个社区和6个行政村，分别为：双桥新村、龙苑新寓、响水桥、九龙新寓、阳光里、风光里、龙翔雅苑、曙光里、春天家园、汇幸苑、红花村、广洋村、翁家营村、七桥村、果园村、夹岗村，总人口5.2万人。红花街道原为红花镇，2001年2月撤镇建街。

## 下辖社区
红花街道下辖以下地区：
龙苑新寓社区、春天家园社区、风光里社区、汇幸苑社区、九龙新寓社区、龙翔雅苑社区	、响水桥社区、阳光里社区